# يفغين ستانكوفيتش
يفغين فيدوروفيتش ستانكوفيتش ((بالأوكرانية: Євге́н Фе́дорович Станко́вич)‏ (ولد في 19 سبتمبر 1942 في سفاليافا)، ملحّن أوكراني معاصر لأعمال المسرح والأوركسترا وموسيقى الغرفة والكورال، عرضت أعماله في عدة دول.

## حياته
ولد ستانكوفيتش عام 1942 في سفاليفا [الإنجليزية] التي كانت تتبع آنذاك مملكة المجر، وضمت بعد الحرب العالمية الثانية إلى الاتحاد السوفيتي.
في الأعوام 1962-1963 درس التأليف الموسيقي مع في معهد ميكولا ليسينكو [الإنجليزية] في لفيف، ثم في معهد كييف الموسيقي في الأعوام 1965-1970 حيث تتلمذ عند بوريس لياتوشنسكي [الإنجليزية] وميروسلاف سكوريك [الإنجليزية]. ألف عدة أعمال موسيقية، وعمل في الأعوام 1970-1976 محررا موسيقيا في دار نشر موزيكنا الأوكرانية، ثم مدرّسا في معهد كييف الموسيقي منذ العام 1976، وتولى مقعد تدريس التأليف الموسيقي فيها ابتداء من العام 1988، وترأس في الأعوام 1990-1993 الاتحاد الوطني لملحني أوكرانيا [الإنجليزية].
ترأس عام 2017 اللجنة المنظمة لأولمبياد الموسيقى المفتوحة لعموم أوكرانيا «صوت البلد».

## أعماله
ألف ستانكوفيتش اثنتي عشرة سيمفونية، وخمسة باليهات (أشهرها حياة الأميرة أولغا [الإنجليزية] الذي عرض عام 1982) وأوبرا واحدة هي «عندما يزهر السرخس» التي كتبها في السبعينيات ومنعت من العرض في الاتحاد السوفيتي)، وأيضا عدة أعمال كونشيرتو موسيقية وموسيقى الحجرة وموسيقى تصويرية.

## جوائز
نال ستانكوفيتش الكثير من من الجوائز والأوسمة، أهمها:
- 1976، جائزة لاورنت أوستروفسكي
- 1977، جائزة تاراس شيفشينكو الوطنية، من الحكومة الأوكرانية، على سمفونيته الثالثة
- 1979، جائزة الإذاعة الأوروبي للموسيقى الشعبية
- 1980، تكريم بلقب فنان أوكرانيا
- 1985، جائزة العمل المميز من اليونسكو، على سمفونيته الخامسة لموسيقى الحجرة
- لقب بطل أوكرانيا
- ميدالية العمل المميز [الإنجليزية](اتحاد الجمهوريات الاشتراكية السوفيتية)
- وسام الصداقة بين الشعوب (اتحاد الجمهوريات الاشتراكية السوفيتية)